# Grecii de Jos, Ialomița
Grecii de Jos este un sat ce aparține orașului Fierbinți-Târg din județul Ialomița, Muntenia, România.